# 西拉·乔金谋杀案
西拉·乔金（英語：Sierah Joughin，1996年2月11日- 2016年7月22日）是一名美国妇女，在俄亥俄州的德尔塔被绑架并谋杀。她于2016年7月19日失踪，三天后被发现死亡。袭击她的詹姆斯·D·沃利因谋杀被判有罪，并被判处死刑，此外还因绑架、袭击和其他相关指控被判20多年监禁。截至2021年1月，他的死刑判决仍处于上诉状态。
沃利此前曾因袭击和试图绑架另一名女性而被判有罪，并在明显类似的情况下被监禁，但三年后被释放，在乔金被谋杀时，这一情况没有在任何州或联邦犯罪数据库中列出。因此，这起谋杀促成了俄亥俄州参议院231法案(“西拉法”)的诞生，该法案为居住在该州的犯有特定暴力罪行的重罪犯提供了一个可搜索的数据库。该法令于2018年12月签署成为法律。